# Sing Sing (zespół muzyczny)
Sing Sing – węgierska rockowa grupa muzyczna, istniejąca w latach 1989–1999.

## Historia
Grupa została założona w Százhalombatta w 1989 roku przez członków zespołu Magazin. Następnie do zespołu dołączyli bracia Zoltán i Csaba Abaházi, którzy zastąpili Pétera Kuna oraz Levente Csordása, który wyjechał do Stanów Zjednoczonych. Latem 1989 roku zespół wziął udział w konkursie Rock Gyermekei i zdobył pierwsze miejsce w konkursie publiczności. W 1990 roku Proton Hanglemezkiadó wydało pierwszy album grupy, Életfogytig rock and roll, na którym znalazły się także dwie stare piosenki zespołu Magazin: „Nehéz lehet hősnek lenni” oraz „Sírni csak a győztesnek szabad”. Rok później z zespołu odszedł Csaba Tobola, który przeniósł się do grupy Kanguru w miejsce Pétera Borosa, który z kolei przyszedł do Sing Sing. W tym samym roku Proton wydał drugi album, Törvények nélkül. W styczniu 1992 roku z zespołu odszedł Péter Boros, a zastąpił go Zoltán Váry.
Niektóre teksty piosenek znajdujących się na albumie z 1992 roku, Élve vagy halva, napisali członkowie Sex Action. W tym samym roku grupa zadebiutowała w hali Petőfi Csarnok. Rok później został wydany poświęcony pamięci zmarłego Pétera Kuna album Bűn az élet, który otrzymał status złotej płyty. W 1996 roku został wydany kolejny album studyjny, Tettes vagy áldozat.
W 1998 roku wydano kolejny album, Sztrájk. Nie odniósł on jednak spodziewanego sukcesu i z zespołu odszedł Zoltán Abaházi. W jego miejsce przyszedł Norbert Jung. W 1999 roku zespół udzielił koncertu w Petőfi Csarnok z okazji dziesięciolecia zespołu, a wkrótce później rozpadł się.

## Dyskografia
- Életfogytig rock and roll (1990)
- Törvények nélkül (1991)
- Élve vagy halva (1992)
- Bűn az élet (1993)
- Plusz (1993)
- Best of Sing Sing – Halál a májra (kompilacja, 1994)
- Tábor 96 (koncertowy, 1996)
- Tettes vagy áldozat (1996)
- Sztrájk (1998)
- 10 év a Sing Sing-ben (DVD, 2005)
- Összezárva ’89-’99 (kompilacja, 2007)

## Członkowie zespołu

### Ostatni
- László Hangyássy – gitara basowa
- Antal Csarnoki – gitara
- Norbert Jung – gitara
- Csaba Abaházi – wokal
- Zoltán Váry – perkusja

### Wcześniejsi
- Péter Kun – gitara
- Levente Csordás – wokal
- Csaba Tobola – perkusja
- Péter Boros – perkusja
- Zoltán Abaházi – gitara